# 花子 (女優)

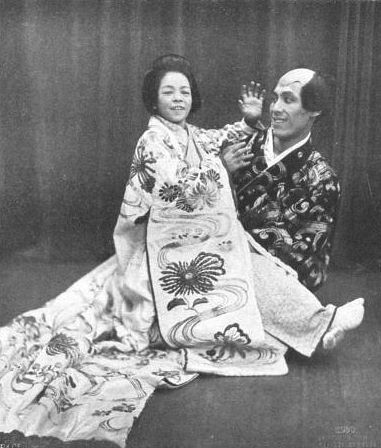
花子、ウィーン、1908
Sport & Salon, Vienna, 1908-04-04

花子（はなこ、慶応4年4月15日（1868年5月7日） - 昭和20年（1945年）4月2日）は、明治から昭和初期にかけてヨーロッパで活躍した日本人女優、ダンサー。本名、太田ひさ。
1900年代初頭、単身でヨーロッパに渡り舞台女優として活躍し、日本文化の紹介者としての役割を担った。また、彫刻家オーギュスト・ロダンに認められ、モデルとなっている。森鷗外の短編小説『花子』のモデルである。

## 生涯

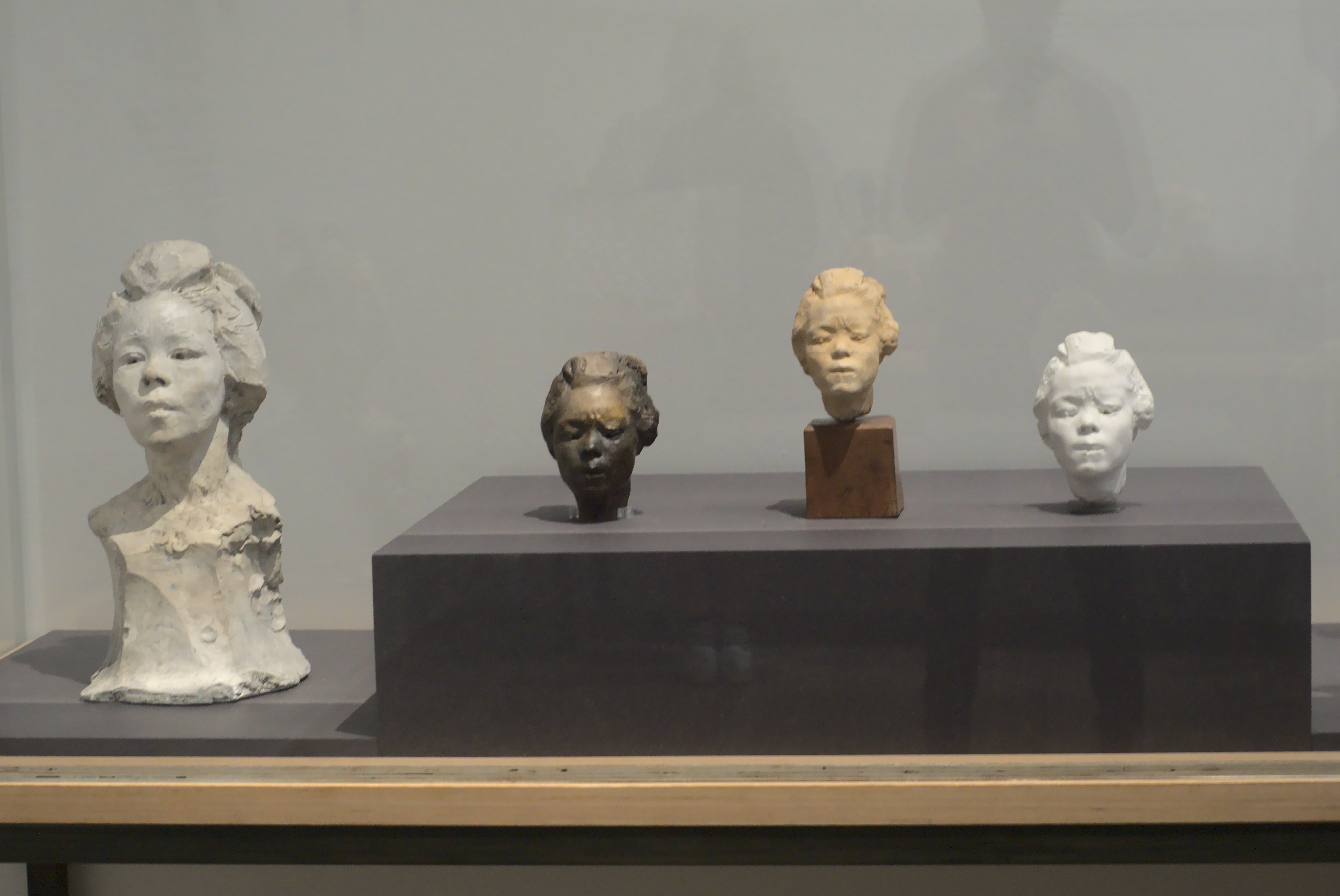
ロダンによる花子像

尾張国中島郡上祖父江村（現・愛知県一宮市上祖父江）出身。2歳の時に親元を離れて名古屋に移り住み、4歳の時に養子に出され、酒井ひさとなる。
家の没落の影響もあり、旅芸人一座に入れられる。その後、1880年に舞子になり、1884年に芸者となる。
1888年に身請けされ結婚するが、1898年に離婚する。同年再婚するが1901年に離婚する。
1902年、旅芝居の一座としてデンマークコペンハーゲンへ渡る。「武士道」「ハラキリ」といった、侍物の舞台を演じたという。当時の東洋ブームに乗り、ヨーロッパ各地で巡業する。
1905年、イギリスロンドンでロイ・フラー（1900年のパリ万国博覧会で川上貞奴と川上音二郎を出演させ、日本ブームを巻き起こした女性プロデューサー）に見出され、花子一座を旗揚げし、看板女優となる。このとき芸名を「花子」とする。その後数回帰国をしたが、1921年までヨーロッパ、アメリカなど18ヶ国で巡業を続ける。この最中の1906年に再々婚するが、1910年に夫と死別し、本名を太田ひさに戻す。
公演された作品は、「左甚五郎の京人形」「芸者の仇討ち」「ハラキリ」などである。劇中の切腹（ハラキリ）の場面での、怨念と悲哀の激しい情念のこもった演技が各地で評価されていたという。1912年ころにはモスクワの演劇学校で演技指導をし、モスクワ芸術座のコンスタンチン・スタニスラフスキーらとと親交があったという。
1906年にオーギュスト・ロダンに出会い、彫刻のモデルを頼まれる。以後帰国するまでモデルをつとめた。また、ロダン夫妻と寝食を共にするほどの親交があったという。ロダンが花子をモデルにした作品は約60点。そのうち2点を花子は持ち帰っている。
帰国後は岐阜市の妹の元に身を寄せた。1945年に死去する。墓は岐阜市鶯谷町の浄土寺にある。

## 年表
- 1868年（慶応4年） 誕生。
- 1872年（明治5年） 酒井家の養女となる。
- 1877年（明治10年） 旅芸人一座の子役として各地を巡業。
- 1884年（明治17年） 名古屋で芸者になる。
- 1888年（明治21年） 最初の結婚。
- 1898年（明治31年） 離婚。再婚。
- 1901年（明治34年） 離婚。
- 1902年（明治35年） コペンハーゲンの動物園の見世物興行の踊り子として、デンマークに渡る。1905年までドイツ、トルコ、イギリスなどを巡業。
- 1906年（明治39年）
  - ロンドンでロイ・フラーと出会う。花子一座を立ち上げ、看板女優となる。デンマーク、ノルウェー、スウェーデン、ドイツ、ベルギー、オーストリア、フランスなどを巡業する。
  - 7月 ロダンと出会う。モデルを申し込まれる。
  - 8月 花子一座を解散。吉川馨と結婚。
- 1907年（明治40年） 花子一座を再結成。1909年までに、アメリカ、ドイツ、スイス、ポーランド、ロシア、ブルガリア、オーストリアなどを巡業。
- 1910年（明治43年） 吉川馨が死去。ロダンが花子をモデルにした最初の作品「死の顔」を発表する。森鴎外が短編小説「花子」を発表。
- 1914年（大正3年） 第一次世界大戦勃発。ヨーロッパに留まり、慈善興業を行なう。
- 1916年（大正5年） 戦況の悪化により帰国。
- 1918年（大正7年） イギリスに渡り、巡業を再開。
- 1921年（大正10年） 帰国。岐阜市の妹の元に身を寄せ、芸妓置屋で暮らす。
- 1927年（昭和2年） 高村光太郎が訪れる。この頃にロダンの彫刻のモデルをしていた人物として、数多くの芸術家、作家が訪れる。
- 1945年（昭和20年） 丹毒で死去。数多くのロダンとの交流の品が残っていたが、大部分は岐阜空襲で失ったという。

- 1995年 映画「プチト・アナコ　〜ロダンが愛した旅芸人花子」上映、舞踏家の古川あんずが花子を演ずる。

## その他
- 本名は「太田ひさ」であるが、最初に提出された出生届は「太田飛佐」という。また、パスポートの表記は「太田ヒサ」となっている。また、文献によっては芸名は「太田花子」となっているが、実際には殆ど使われていなかったという。但し、ロダンとの手紙では「太田ハナ」と表記された物もある。
- ロダンは花子を「プチト・ハナコ（アナコ）」と呼び、花子が巡業でない時は自宅で一緒に暮らしていた。「プチト・ハナコ」（小さい花子）の呼び名のとおり、花子は身長が138cmと小柄であった。
- 森鴎外は直接には花子との面識はなかった。短編小説「花子」は、ロダンと花子との間を通訳をした人物が森鴎外の息子（森於菟）の家庭教師だったため、その人物から花子の話を聞いて書かれたものである。
- 花子をモデルにした作品は、日本では新潟市美術館（「死の顔・花子」「空想する女・花子」）で見ることができる。
- ロダンの作品では眼を寄せ、眉をひそめた花子の顔を表しているが、この表情は、日本の芝居のなかで様々な情感を示す型の一つである。ロダンは芝居の「死」の場面で花子が見せたこのような表情に大変興味をそそられ、「死の首」と呼んでその制作に没頭したと伝えられている。